# Elemgasem
Elemgasem nubilus is een vleesetende theropode dinosauriër, behorende tot de Neoceratosauria, die tijdens het late Krijt leefde in het gebied van het huidige Argentinië.

## Vondst en naamgeving
In 2002 werd in de Sierra del Portezuelo, twintig kilometer ten westen van Cutral Có, in Neuquén, het skelet ontdekt van een theropode.
De typesoort Elemgasem nubilus werd in 2022 benoemd en beschreven door Mattia Antonio Baiano, Diego Pol, Flavio Bellardini, Guillermo J. Windholz, Ignacio Alejandro Cerda, Alberto Carlos Garrido en Rodolfo Anibal Coria. De geslachtsnaam is de naam van een god van de Tehuelce die het vermogen heeft levende wezens in steen te veranderen. De soortaanduiding betekent "bewolkt" of "mistig" in het Latijn, een verwijzing naar de mist die langdurig in het vondstgebied pleegt te hangen.
Het holotype,  MCF-PVPH-380, is opgegraven in een laag van de Portezueloformatie die dateert uit het Turonien-Coniacien. Het bestaat uit een fragmentarisch skelet zonder schedel. Het omvat een stuk halswervel, negen achterste staartwervels, het onderste uiteinde van het rechterdijbeen, uiteinden van het linkerscheenbeen en beide kuitbeenderen, het linkersprongbeen, het linkerhielbeen, en van beide voeten stukken van middenvoetsbeenderen en zeven teenkootjes. Het betreft een jongvolwassen exemplaar, van vermoedelijk acht jaar oud, dat nog niet volgroeid was maar wel de geslachtsrijpheid had bereikt.

## Beschrijving
Een persbericht schatte de lengte van het holotype op vier meter.
Elemgassem onderscheidt zich door verruwingen op het buitenste kuitbeen, een hoge buitenwand van het hielbeen en subtiel afwijkende achterste staartwervels.

## Fylogenie
Elemgassem werd binnen de Abelisauridae in de Brachyrostra geplaatst, als mogelijk zustertaxon van de Furileusauria.